# Trhypochthonius cladonicola
Trhypochthonius cladonicola är en kvalsterart som först beskrevs av Rainer Willmann 1919.  Trhypochthonius cladonicola ingår i släktet Trhypochthonius och familjen Trhypochthoniidae. Inga underarter finns listade i Catalogue of Life.